# Eclipse Che
Eclipse Che — це серверний робочий простір (workspace) розробника і хмарне інтегроване середовище розробки, яке реалізує багатокористувацьку віддалену платформу розробки.
Назва “Che” походить від того, що основна команда розробників знаходиться у Черкасах.